# ماي موس
ماي موس (بالإنجليزية: May Moss)‏ هي سفرجات أسترالية، ولدت في 27 أبريل 1869، وتوفيت في 18 يوليو 1948.